# Labastide-Saint-Sernin
Labastide-Saint-Sernin är en kommun i departementet Haute-Garonne i regionen Occitanien i södra Frankrike. Kommunen ligger i kantonen Fronton som tillhör arrondissementet Toulouse. År 2022 hade Labastide-Saint-Sernin 1 946 invånare.

## Befolkningsutveckling
Antalet invånare i kommunen Labastide-Saint-Sernin
Referens:INSEE

## Monumente

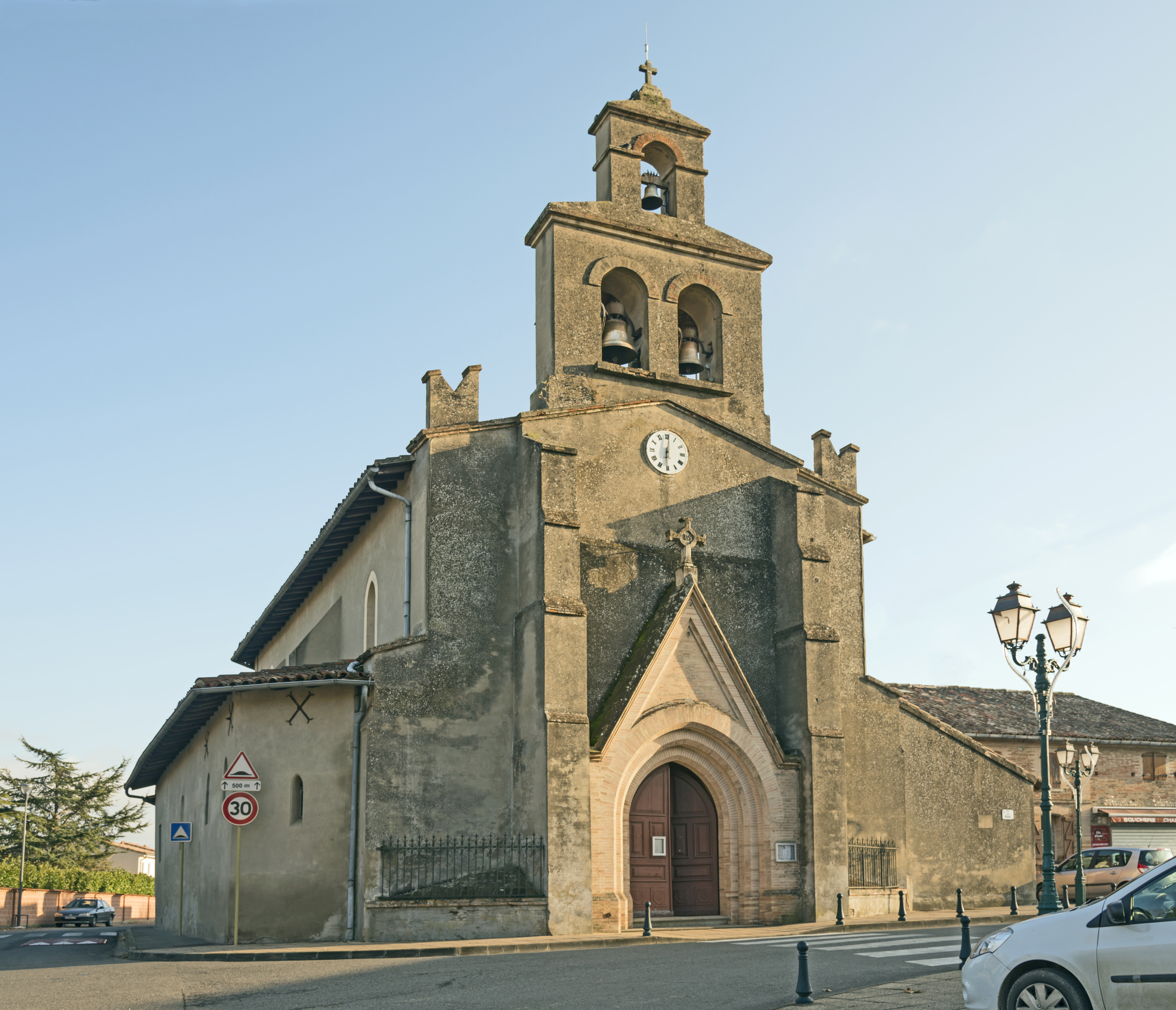
Kyrkan.
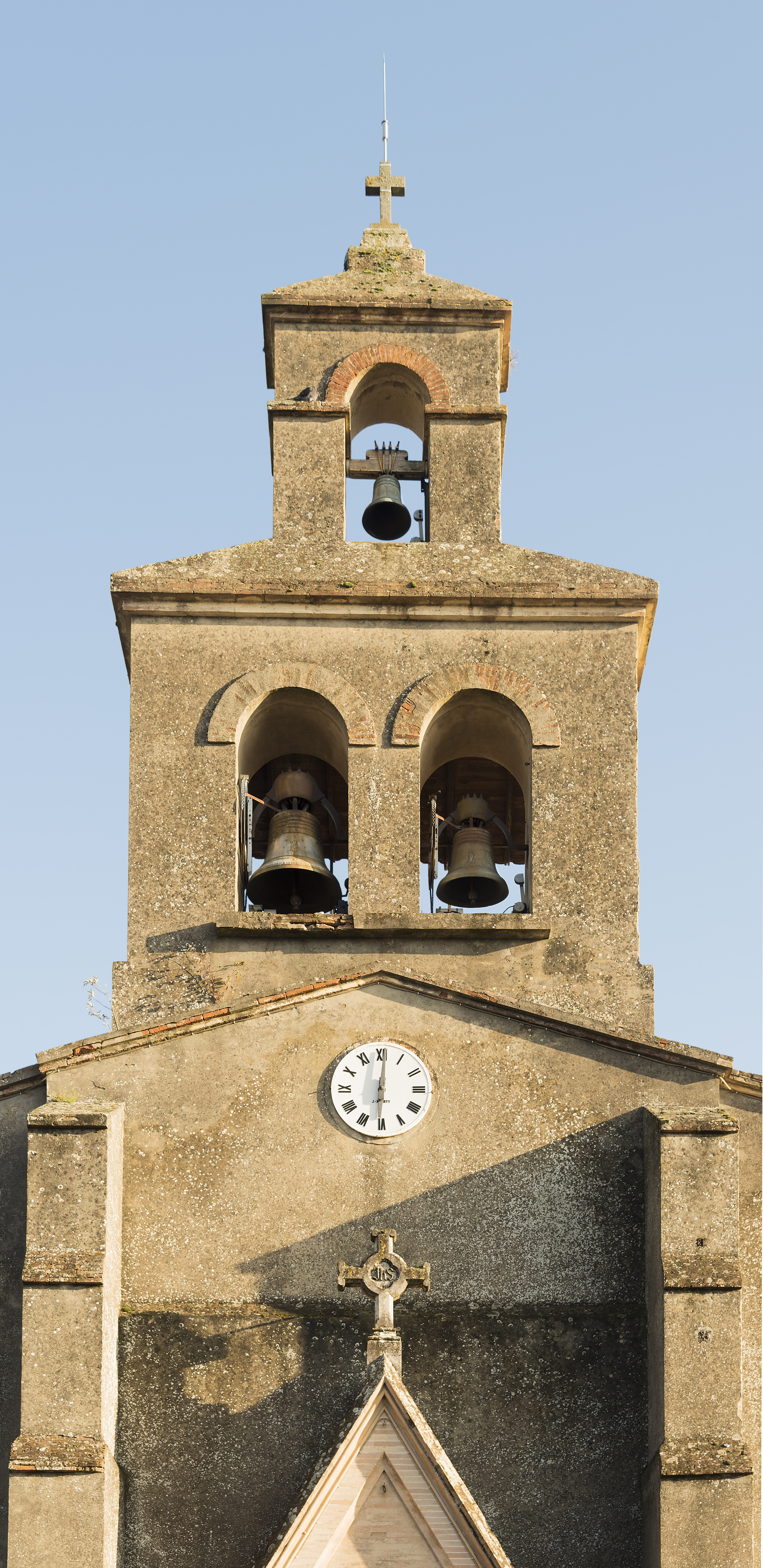
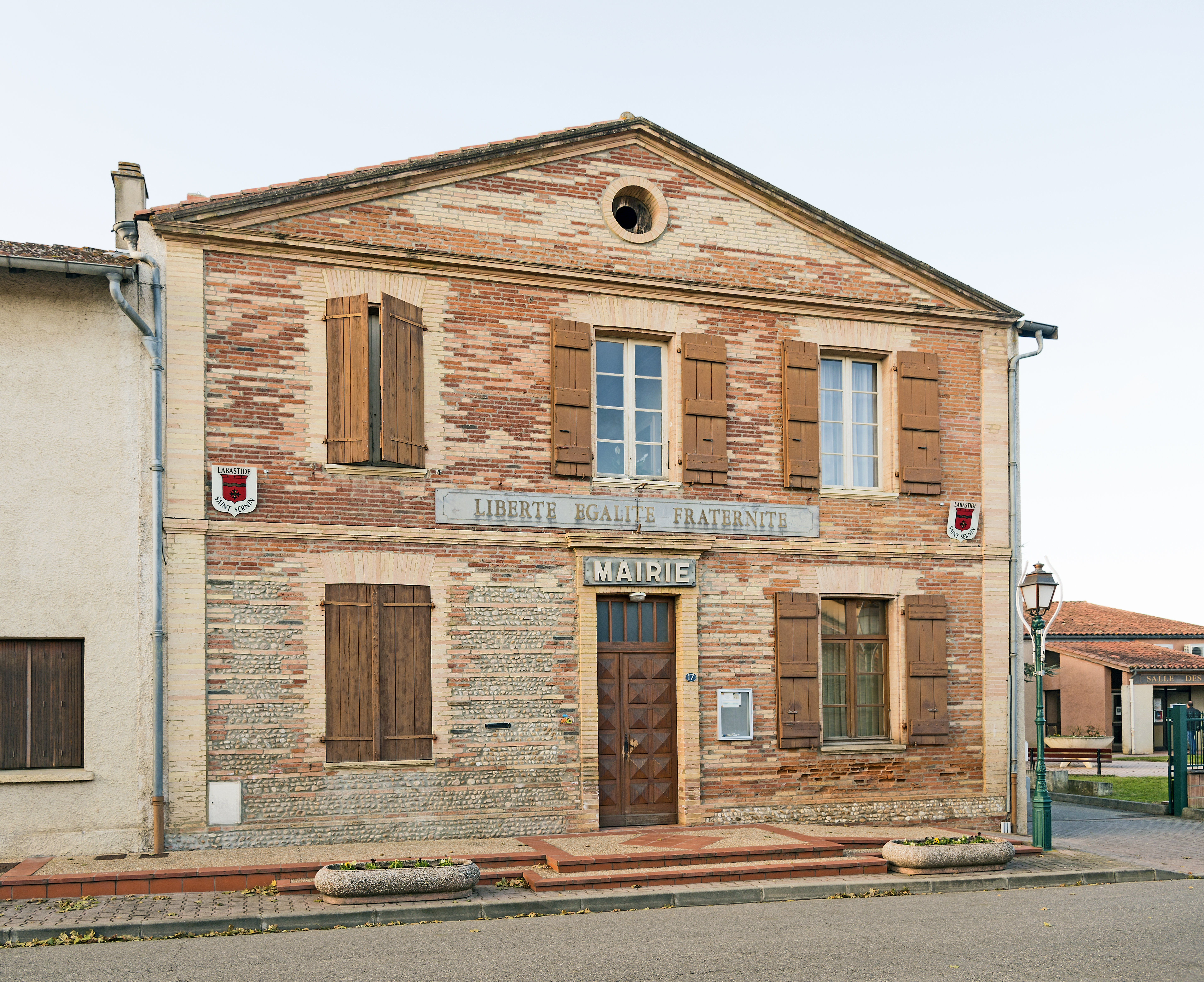
Rådhuset.